# Zblov
Zblov (německy Sblow) je malá vesnice, část obce Studnice v okrese Náchod. Nachází se asi 1,5 km na jihozápad od Studnice. V roce 2009 zde bylo evidováno 32 adres. V roce 2001 zde trvale žilo 65 obyvatel.
Zblov leží v katastrálním území Studnice u Náchoda o výměře 2,44 km2.